# Ruffy Varga Kálmán
Ruffy Varga Kálmán (Léva, 1873. augusztus 29. – Debrecen, 1942. november 9.) mezőgazdász, szakíró, felsőházi tag.

## Életútja
Varga Ede és Ruffy Mária fiaként született. 1893-ban szerezte diplomáját a magyaróvári gazdasági akadémián, 1897-ben pedig a kolozsvári egyetem matematika-természettudományi karán szerzett filozófiai doktorátust. Oktatott a magyaróvári, a kolozsvári, 1900-tól pedig a kassai gazdasági akadémián, 1921-től a debreceni gazdasági akadémia igazgatója volt. 1935-ben vonult nyugdíjba. Az Alföld öntözésének problémájával rendszeresen foglalkozott. A felsőház tagja volt.

## Fontosabb művei
- Termesszünk babot és vigyük a világpiacra (Bp., é. n.)
- A takarmányrépa termesztése a m.-óvári szarvasmarha-tenyésztési egylet téli előadásaihoz. (Magyaróvár, 1899)
- Divatosan, vígj. 1 felv. (Kassa, 1903. előadatott a magyaróvári Széchenyi-kör estélyén 1900. jan. 6.).
- Cukorrépatermesztés (Kolozsvár, 1905)
- Adatok a búza rozsdaellenálló képességének ismeretéhez (Kolozsvár, 1906)
- Összehasonlító burgonyatermesztési kisérlet eredménye 1901., 1902. és 1903. években. (Kolozsvár, 1906)
- A búzáról. A kolozsvári gazd. tanintézet 1903-04. tanév megnyitó ünnepélyén. (Kolozsvár, 1906)
- A gyomnövények irtása (Bp., 1912)
- Termesszük a kukoricát jobban (Bp., 1918)